# Leptognathia abyssorum
Leptognathia abyssorum är en kräftdjursart som först beskrevs av Dollfus 1897.  Leptognathia abyssorum ingår i släktet Leptognathia och familjen Leptognathiidae. Inga underarter finns listade i Catalogue of Life.